# 沢井一恵
沢井 一恵（さわい かずえ、1941年1月1日-）は日本の箏曲家。京都府出身。十七絃箏演奏者。
1979年に夫の沢井忠夫とともに沢井箏曲院を設立した。1964年東京芸術大学音楽学部卒業。宮城道雄に師事。欧米各地で現代邦楽を公演した。沢井箏曲院現会長の沢井比河流は長男。